# Dél-amerikai kéreglemez
A Dél-amerikai-kéreglemez a földkéreg egyik nagylemeze, ami egyaránt tartalmaz szárazföldi és óceáni kéregdarabokat is, területe mintegy 43 600 000 km², mozgásának iránya nyugati 27-34 mm/év sebességű. A lemez elsősorban a dél-amerikai kontinenst hordozza magán, emellett a Dél-Atlanti-óceán medencéjének nyugati fele is ezen a lemezen fekszik.

## Határok
A Dél-amerikai-lemez keleti határát a Közép-Atlanti-hátság alkotja, ahol a folyamatosan képződő új anyag növeli a területét, és távolítja el Afrikától. Dél irányban a hátság folytatódik az Antarktiszi-lemez felé, majd a Déli-Sandwich-lemezzel határos egy óceáni árokban. Tovább haladva nyugat felé, a Scotia-lemezzel van változatos déli határa. Nyugati határát végig egy hosszú alábukási zóna jelöli ki, aminek déli végén ismét az Antarktiszi-lemezzel határos, majd a Nazca-lemez bukik a kontinens alá. Északi határán változatos módon határolódik el a Karib-lemeztől, majd egy transzform vető mentén határos az Észak-amerikai-lemezzel. A lemeztől elkülöníthető két kisebb, részlegesen önállóan is mozgó lemez, ezek az Észak-Andok-lemez és az Altiplano-lemez.

## Földtörténet
A Dél-amerikai-lemez hasonlóan Ázsiához és Afrikához több ősi kratonból állt össze a földtörténeti ősidő folyamán. Gondwana kialakulásában vett részt az óidő folyamán, a Kaledóniai-hegységképződés nem érintette azonban a Variszkuszi-hegységképződést, hagyott hátra néhány nyomot Argentína földjén. A kontinenst a földtörténet szinte valamennyi időszakában nagy területeket érintő tengerelöntések érték, vastag rétegsorokat hátrahagyva. Mintegy 100 millió éve kezdett elszakadni Afrikától, és vált önálló kontinenssé. Az újidő folyamán nyugat felé haladva fokozatosan gyűrődtek fel az Andok hegyláncai és vulkánjai, mialatt maga alá gyűrte az óceáni lemezeket. A vulkáni működés továbbra is igen aktív a lemez folytatódó alábukása miatt. Az Észak-Amerikával való kapcsolat, vagyis a Panamai-földhíd mintegy 3 millió éve jött létre kialakítva a mai földrajzi képet.